# Tartaczna Góra
Tartaczna Góra (288,7 m n.p.m.) – wzgórze na Roztoczu Środkowym. Jest najwyższym wzniesieniem w granicach administracyjnych Zwierzyńca, znajduje się w północno-wschodniej części miasta.
Po północnej stronie wzgórze łączy się z pasmem Kamiennej Góry. Południowy stok opada do doliny Wieprza, na którym znajduje się zalew Rudka, natomiast u podnóża zachodniego stoku znajduje się część Zwierzyńca o nazwie Borek.
W 2014 r. na szczycie powstała drewniana wieża widokowa o wysokości 14 m. Rozciąga się z niej panorama na Zwierzyniec, dolinę Wieprza i wznoszące się nad nią wzgórza – m.in. Bukową Górę, Piaseczną Górę oraz Wzgórza Szczebrzeszyńskie.

## Szlaki turystyczne
– zielony szlak im. Aleksandry Wachniewskiej
 – niebieska ścieżka spacerowa na Kamienną Górę
Na Tartaczną Górę prowadzi wspólny odcinek obu tych szlaków. Biegnie on ze Zwierzyńca-Rudki do wieży widokowej z dwóch stron – od południa (znad zalewu Rudka) oraz od południowego zachodu.